# 嶺南丸擊沉事件
嶺南丸擊沉事件發生於1944年12月24日的日佔香港，內河運營組合所屬輪船「嶺南丸」由香港開往澳門，途中連同附近另一輪船遭美軍機隊擊沉，共釀成349人喪生。

## 事發經過
當日上午11時，載有468人（當中十份之九為華人）的嶺南丸由香港開出，同時開行尚有「福海丸」輪及小型輪船「新東安」，新東安則拖帶木躉船2艘。福海丸開行最早，距嶺南丸約1公里，新東安號則僅領先嶺南丸約10米，當駛至香港西面主要水域龍鼓水道的大小磨刀附近時，3架美軍戰機駛到即俯衝低飛，立即以機槍掃射，當場擊斃搭客多人，其餘頭等及二等艙搭客頓時秩序大亂，紛紛避入三等艙內。美機掃射後，復以高飛投下炸彈，第一彈擊中煙囪附近，船開始傾斜，當投第二彈時，全船即告破裂，繼而沉沒。船上搭客，除當場被擊斃及重傷者外，能善泳者皆跳海逃生，不諳泳術者則抓住大型傢俱飄流海上，能成功逃上救生艇者為數甚少，餘下大部份乘客均困於船艙內，無法逃生。最後船身沉沒，僅餘煙囪露出水面。至於鄰近的新東安輪亦遭掃射投彈，船長中槍當場斃命，由於投彈未有命中，該輪並未沉沒，並由其他船員立即駛往深水埗求救。

## 救援情況
深水埗警憲聞訊後即派員乘船前往施救，而同時亦有另一機帆協助搜救，共救回121人，其中24人受傷，包括20男4女，傷者送往九龍廣華醫院搶救，惟當中一名男傷者及後傷重不治，其餘失蹤之347人均葬身大海，連同新東安輪之船長，共造成349人罹難。死者包括香港華民代表陳廉伯，而陳氏其中一名妻子及一名兒子則獲救生還。